# Phyllobolus resurgens
Phyllobolus resurgens là một loài thực vật có hoa trong họ Phiên hạnh. Loài này được (Kensit) Schwantes miêu tả khoa học đầu tiên năm 1928.